# Úrvalsdeild 1936
Thống kê của Úrvalsdeild mùa giải 1936.

## Tổng quan
Có 4 đội tham gia, và Valur giành chức vô địch. Óskar Jónsson của Valur là vua phá lưới với 5 bàn thắng.

## Bảng xếp hạng
| Vị thứ | Câu lạc bộ | St | T | H | B | BT | BB | HS  | Đ |
| 1      | Valur      | 3  | 2 | 1 | 0 | 10 | 5  | +5  | 5 |
| 2      | KR         | 3  | 1 | 2 | 0 | 10 | 4  | +6  | 4 |
| 3      | Fram       | 3  | 1 | 1 | 1 | 8  | 3  | +5  | 3 |
| 4      | Víkingur   | 3  | 0 | 0 | 3 | 1  | 17 | -16 | 0 |